# Georges Duhamel (homme politique)
Georges Duhamel, né le 2 janvier 1855 à Belœil et mort le 11 août 1892 à Montréal, est un avocat et homme politique québécois.

## Biographie
À l'Assemblée législative du Québec, de 1897 à 1908, il est député d'Iberville, puis de 1890 à 1892, il est député de La Prairie.